# Pulicaria
Pulicaria és un gènere de plantes angiospermes de la família de les asteràcies (Asteraceae). Són plantes natives de l'Àfrica i les zones temperades d'Europa i Àsia, incloent-hi el subcontinent Indi.

## Descripció
Són arbusts o subarbust anuals, biennals o perennes, algunes espècies són vivaces amb rizomes. Les fulles acostumen a disposar-se de manera alternada i a ser sèssils, habitualment senceres, però de vegades poden presentar el marge dentat o serrat. Les inflorescències en capítol formen grups amb formes de corimbe, racemoses o de panícules. Les flors ligulades, situades a l'exterior del capítol, que manquen en algunes espècies, poden ser entre 10 i 60, són femenines i amb lígules grogues. Les flors interiors o flòsculs, en nombre d'entre 9 i 150, tenen la corol·la groga, amb els cinc pètals soldats formant un tub que acaba amb cinc lòbuls. El fruit és una cípsela, un aqueni format per més d'un carpel, amb papus persistent.

## Taxonomia

### Espècies
Dins del gènere Pulicaria es reconeixen les 81 espècies següents:
- Pulicaria adenophora Franch.
- Pulicaria albida E.Gamal-Eldin
- Pulicaria alveolosa Batt. & Trab.
- Pulicaria angustifolia DC.
- Pulicaria arabica (L.) Cass.
- Pulicaria argyrophylla Franch.
- Pulicaria armena Boiss. & Kotschy
- Pulicaria aromatica (Balf.f.) S.King-Jones & N.Kilian
- Pulicaria attentuata Hutch. & B.L.Burtt
- Pulicaria aualites Chiov.
- Pulicaria aucheri (Boiss.) Jaub. & Spach
- Pulicaria auranitica Mouterde
- Pulicaria aylmeri Baker
- Pulicaria baluchistanica Qaiser & Abid
- Pulicaria boissieri Hook.f.
- Pulicaria burchardii Hutch.
- Pulicaria canariensis Bolle
- Pulicaria carnosa (Boiss.) Burkill
- Pulicaria chrysantha (Diels) Y.Ling
- Pulicaria clausonis Pomel
- Pulicaria collenettei (Wagenitz & E.Gamal-Eldin) N.Kilian
- Pulicaria confusa E.Gamal-Eldin
- Pulicaria diffusa (Shuttlew. ex Brunn.) Pett.
- Pulicaria dioscorides R.Atk.
- Pulicaria discoidea (Chiov.) N.Kilian
- Pulicaria diversifolia Balf.f.
- Pulicaria dumulosa E.Gamal-Eldin
- Pulicaria dysenterica (L.) Bernh.
- Pulicaria edmondsonii E.Gamal-Eldin
- Pulicaria elegans E.Gamal-Eldin
- Pulicaria filaginoides Pomel
- Pulicaria foliolosa DC.
- Pulicaria gabrielii N.Kilian
- Pulicaria gamal-eldiniae N.Kilian & P.Hein
- Pulicaria glandulosa Caball.
- Pulicaria glaucescens (Boiss.) Jaub. & Spach
- Pulicaria glutinosa (Boiss.) Jaub. & Spach
- Pulicaria gnaphalodes (Vent.) Boiss.
- Pulicaria grandidentata Jaub. & Spach
- Pulicaria grantii Oliv. & Hiern
- Pulicaria guestii Rech.f. & Rawi
- Pulicaria hadramautica E.Gamal-Eldin & Boulos
- Pulicaria hildebrandtii Vatke
- Pulicaria incisa (Lam.) DC.
- Pulicaria insignis J.R.Drumm. ex Dunn
- Pulicaria jaubertii E.Gamal-Eldin
- Pulicaria kurtziana Vatke
- Pulicaria laciniata Thell.
- Pulicaria lanata E.Gamal-Eldin
- Pulicaria lanceifolia O.Schwartz
- Pulicaria lhotei Maire
- Pulicaria mauritanica Coss.
- Pulicaria migiurtinorum Chiov.
- Pulicaria monocephala Franch.
- Pulicaria mucronifolia (Boiss.) Anderb.
- Pulicaria nivea O.Schwartz
- Pulicaria nobilis E.Gamal-Eldin
- Pulicaria odora (L.) Rchb.
- Pulicaria omanensis E.Gamal-Eldin
- Pulicaria paludosa Link
- Pulicaria petiolaris Jaub. & Spach
- Pulicaria pulvinata E.Gamal-Eldin
- Pulicaria rajputanae Blatt. & Hallb.
- Pulicaria rauhii E.Gamal-Eldin
- Pulicaria renschiana Vatke
- Pulicaria salviifolia Bunge
- Pulicaria samhanensis N.Kilian & P.Hein
- Pulicaria scabra (Thunb.) Druce
- Pulicaria schimperi DC.
- Pulicaria sericea E.Gamal-Eldin
- Pulicaria sicula (L.) Moris
- Pulicaria somalensis O.Hoffm.
- Pulicaria steinbergii E.Gamal-Eldin
- Pulicaria stephanocarpa Balf.f.
- Pulicaria undulata (L.) C.A.Mey.
- Pulicaria uniseriata N.Kilian
- Pulicaria velutina (Boiss. & Hausskn.) Anderb.
- Pulicaria vieraeoides Balf.f.
- Pulicaria volkonskyana Maire
- Pulicaria vulgaris Gaertn.
- Pulicaria wightiana (DC.) C.B.Clarke